# Astyanax gymnogenys
Astyanax gymnogenys är en fiskart som beskrevs av Eigenmann, 1911. Astyanax gymnogenys ingår i släktet Astyanax och familjen Characidae. Inga underarter finns listade.